# 広電西広島（己斐）駅
広電西広島（己斐）駅（ひろでんにしひろしま こいえき）は、広島市西区己斐本町一丁目にある、広島電鉄の駅である。駅番号はM18。

## 概要
市内線である本線（軌道線）の終点の停留場かつ宮島線（鉄道線）の起点の駅である。鉄軌分界点は当駅構内の東高須駅寄りにある。
かつては市内線の停留場は己斐停留場（こいていりゅうじょう、己斐電停）と称し、宮島線の広電西広島駅とは隣接する別の施設であったが、1962年（昭和37年）から市内線と宮島線との直通運転が始まり、1991年（平成3年）8月8日からはほぼすべての電車が直通運転するようになった。そして2001年（平成13年）1月中旬から同年7月末まで、宮島線の広電西広島駅に市内線の己斐停留場を統合する駅舎の工事が行われ、同年11月1日に統合された。この際に広電西広島（己斐）駅に改称されているが、案内上は単に「西広島」のみで表記されることもある。

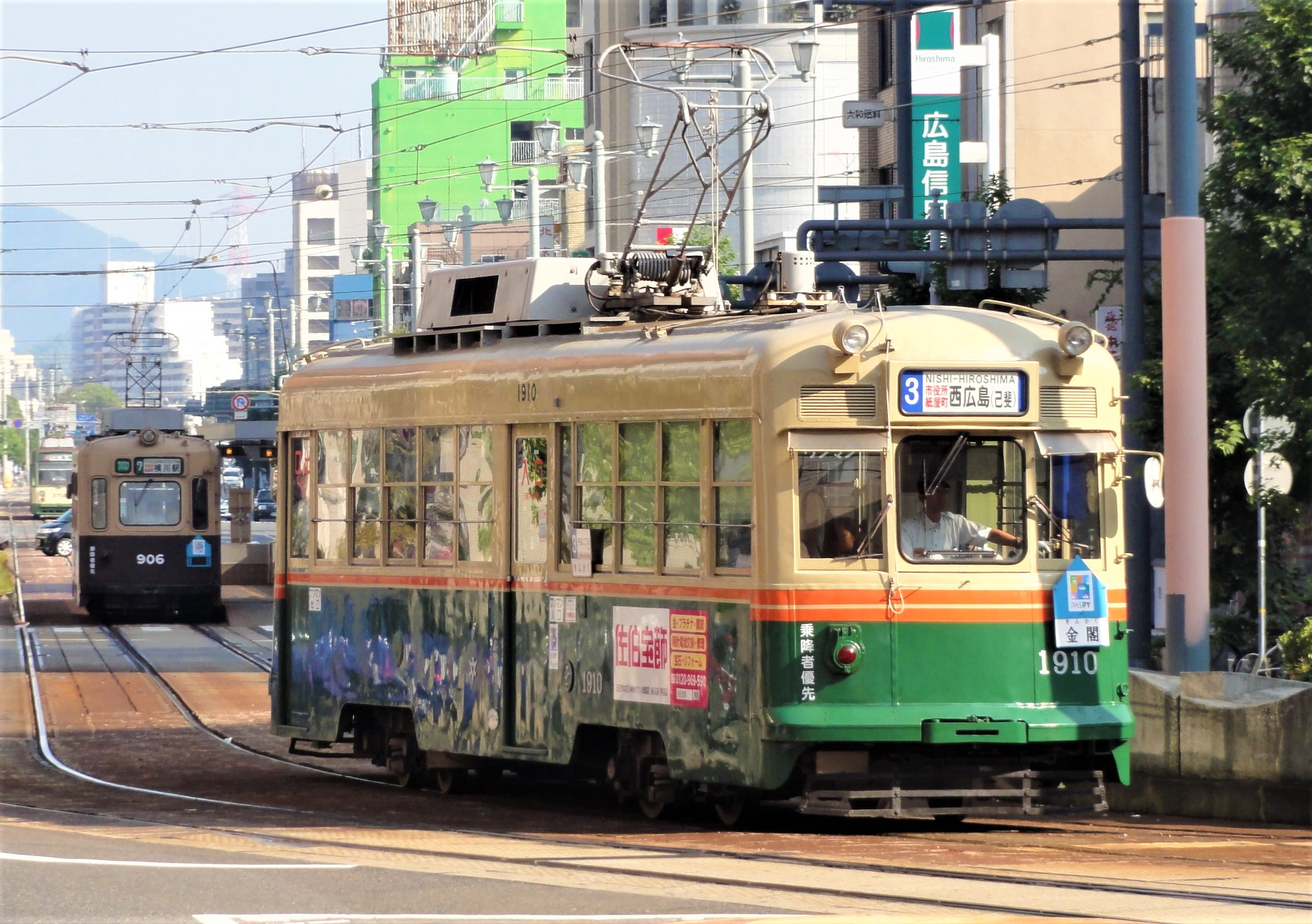
「西広島（己斐）」を表示した電車

## 歴史
- 1912年（大正元年）12月8日：市内線の己斐停留場が開業。
- 1922年（大正11年）8月22日：宮島線の己斐町駅が開業。
- 1931年（昭和6年）8月22日：己斐町駅が西広島駅に改称。
- 1945年（昭和20年）
  - 8月6日：原爆により市内線が休止[5]。
  - 8月9日：本線の西天満町方面復旧[6]。
- 1957年（昭和32年）5月：現在地に移転。
- 1964年（昭和39年）
  - 5月：自動券売機を設置。
  - 6月10日：己斐停留場の前にひろでん会館が開業。
  - 9月30日：信号所が完成。
- 1969年（昭和44年）10月1日：西広島駅が広電西広島駅に改称。
- 2001年（平成13年）11月1日：己斐停留場を広電西広島駅に統合、広電西広島（己斐）駅に改称[7]。駅舎を改築し、改札口と自動券売機を撤去。
- 2018年（平成30年）
  - 3月31日：ひろでん会館、閉鎖。
  - 5月7日：ひろでん会館の解体工事が開始される。
- 2019年（令和元年）
  - 6月：解体工事が完了。
  - 12月22日：「KOI PLACE」が暫定開業[8]。
- 2020年（令和2年）2月22日：「KOI PLACE」が正式開業[9]。

| 1945年米軍作成の広島市地図。一部1930年代の情報で書かれておりKoimachi Station表記が確認できる。 | 1988年の広電西広島駅（国土交通省 国土地理院 地図・空中写真閲覧サービスの空中写真を基に作成）。 |

## 駅構造
4面6線（頭端式2面2線、島式2面4線で、そのうち1線は島式ホーム内での行き止まりの頭端式）のホームを有する。1番線に宮島線方面からの、4・5・7番線に市内線方面からの車止めがあり、行き止まり構造となっている。なお、4・5番線は同じ1本の線路の両側にホームがある構造となっている。前述のような経緯から宮島線の線路は本線のやや北寄りにずれた位置に配置されていたため、1番線と7番線以外は構内でS字カーブする構造となっている。
| ← 広電廿日市・ 広電宮島口 方面 | 広電西広島（己斐）駅 構内配線略図 |  |
|                                | ↓ 広島駅・広電本社前方面          |  |
| 凡例 出典:                     |                                   |  |

| 1 |  | 広電宮島口行き                 | 平日朝ラッシュ時の折り返しのみ                                                                                 |
| 2 |  | 広島駅行き                     | 紙屋町・八丁堀方面                                                                                             |
| 3 |  | 広電宮島口行き                 | 通常はこのホームを使用                                                                                         |
| 4 |  | 広電本社前行き・日赤病院前行き | |
| 4 |  | 広電本社前行き・日赤病院前行き | 紙屋町西・市役所前方面 朝夕時間帯に運行                                                                        |
| 5 |  | （降車専用）                   | |
| 6 |  | 広電本社前行き・日赤病院前行き | 平日朝ラッシュ時のみ                                                                                           |
| 6 |  | 広電宮島口行き                 | 夕時間帯を中心とした折り返しのみ                                                                               |
| 7 |  | （臨時ホーム）                 | 通常は使用せず ※クリスマス電車や、廃車・休車などで荒手車庫に送られる車両が待機スペースとして使用する場合がある |

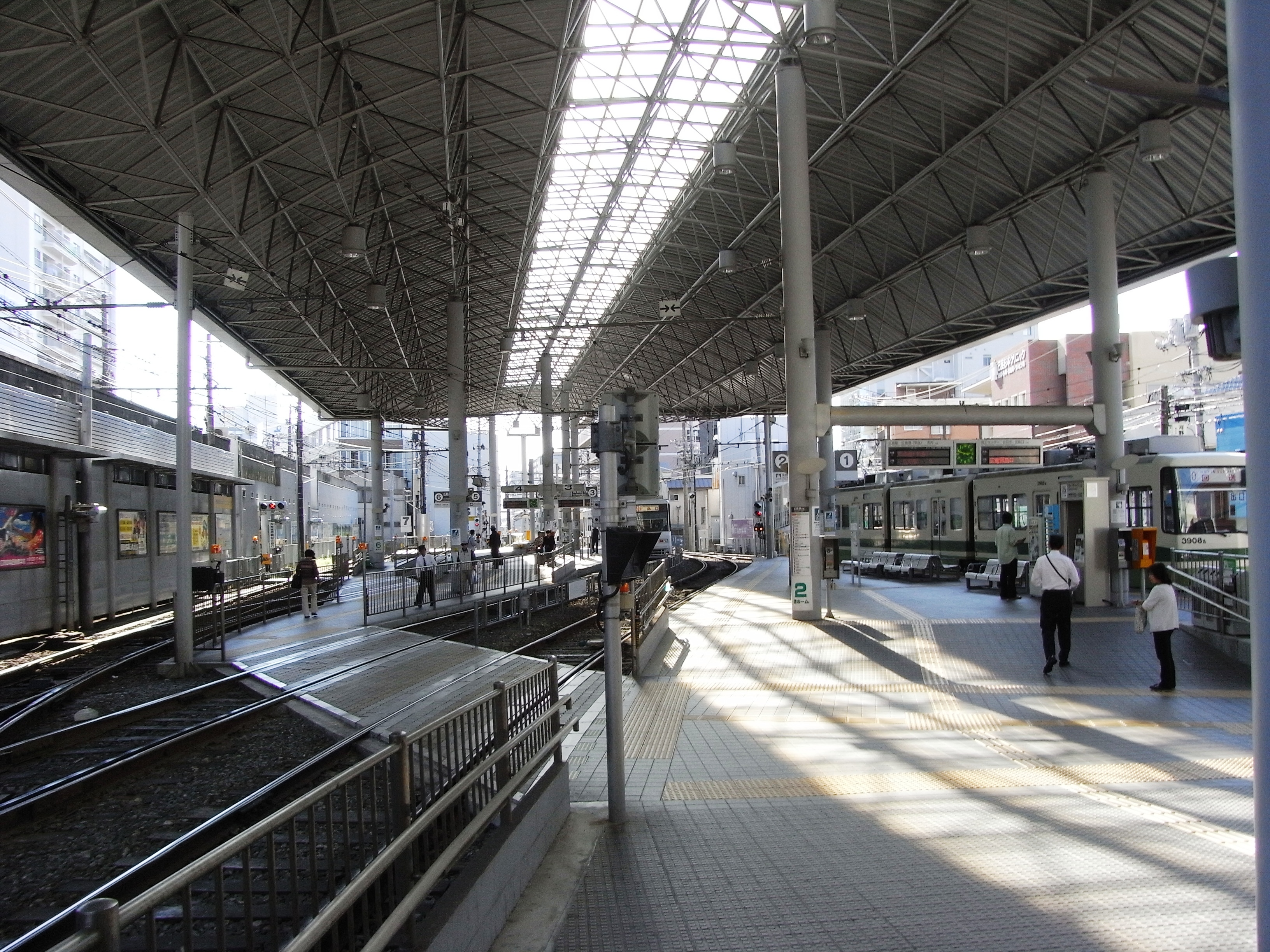
1・2番線
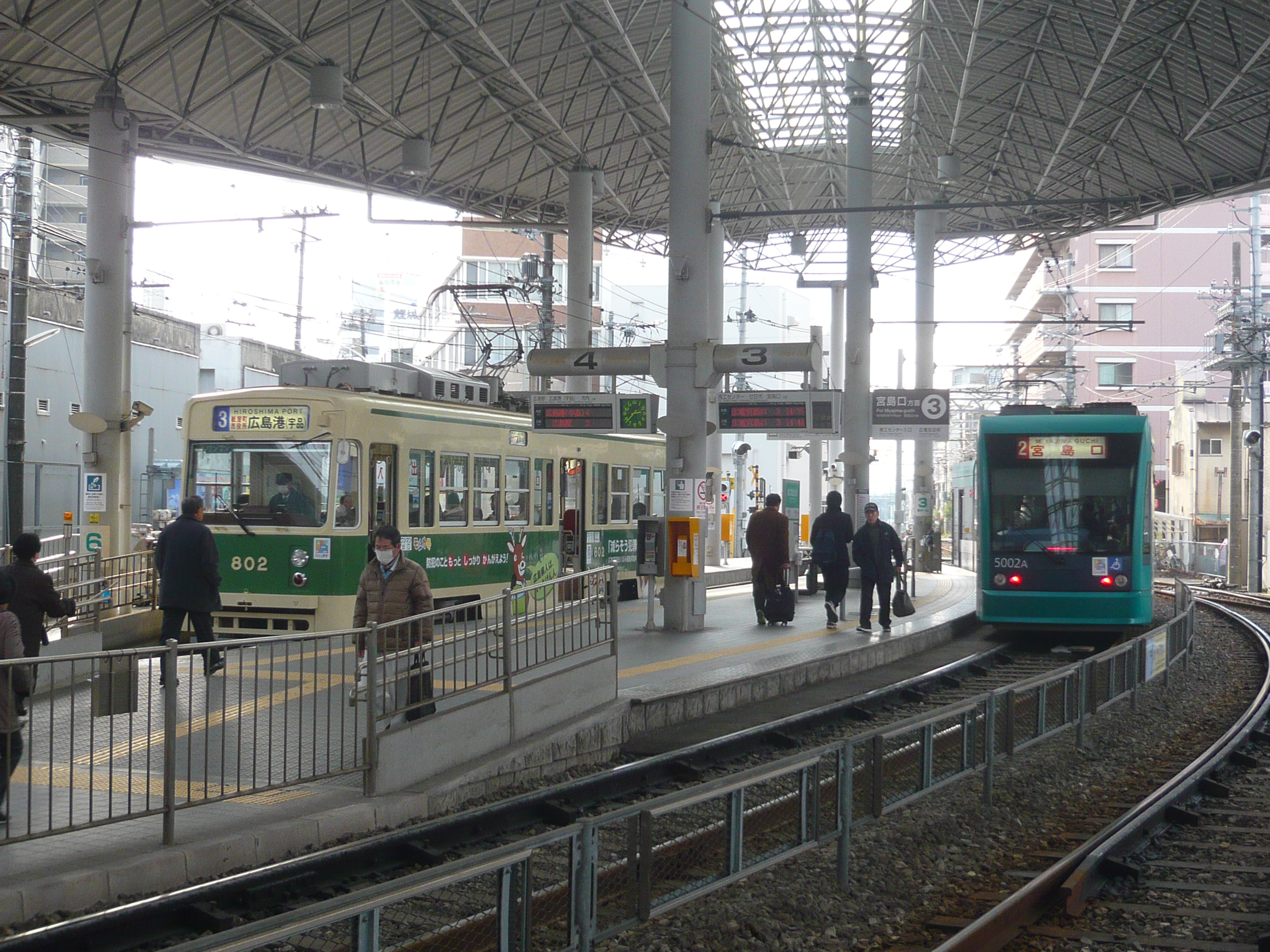
3・4番線
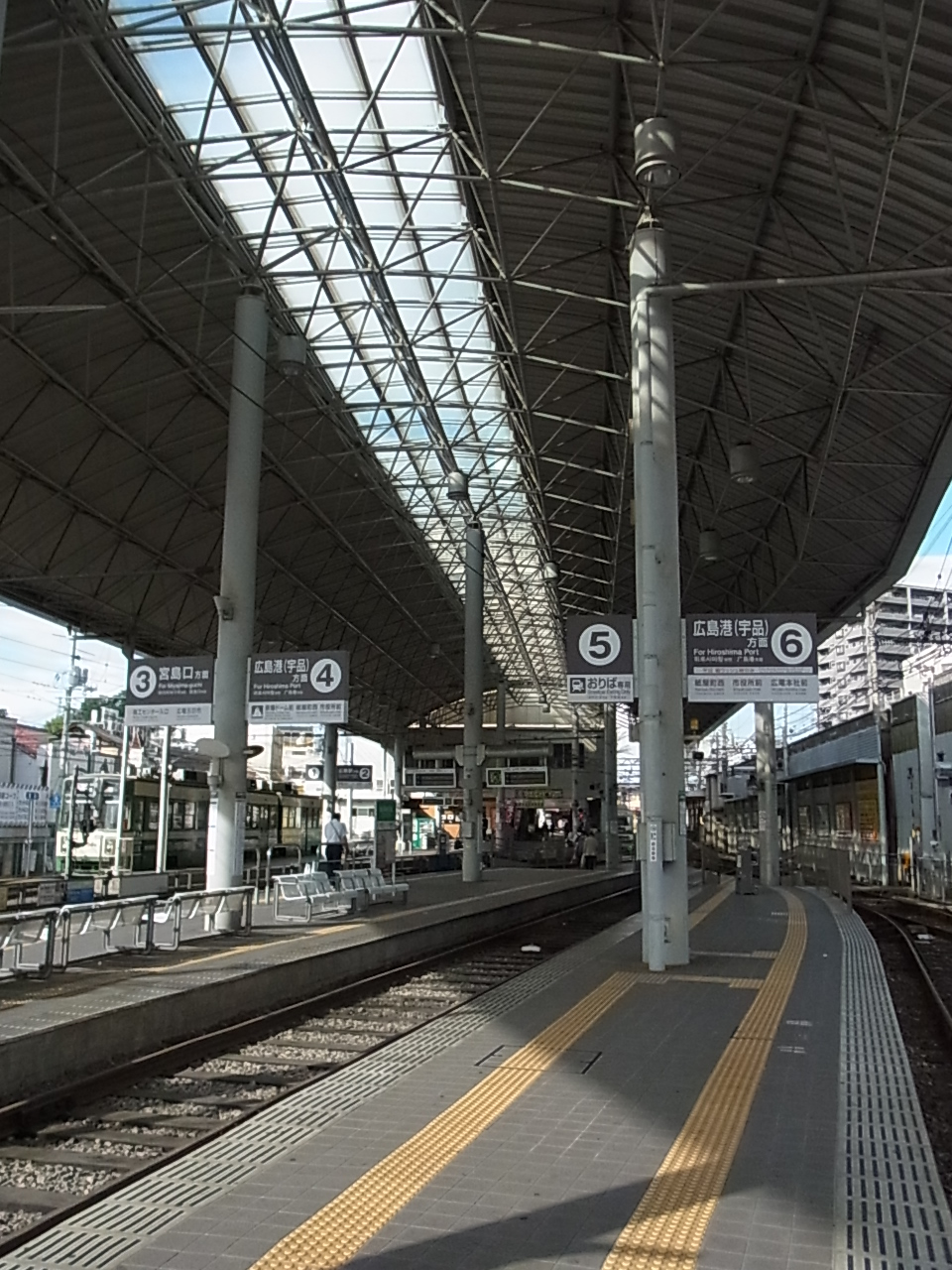
5・6番線

- 以前は平日朝夕ラッシュ時に駅員が数名配置され[2]、可搬式カードリーダーを用いた運賃収受、両替、PASPYの発売、安全管理や案内などを行っていたが、全扉乗降サービスの拡大により、2022年7月を以て無配置となった[13]。
- 駅構内には定期券販売窓口がある[14]。
- 各ホーム間を連絡する構内踏切には一部を除いて遮断機がない。かつての駅員配置時には駅員が両手を広げて通行を遮断していた。
- 当駅の東高須寄りには構内踏切があり、その先には鉄軌分界点がある。
- 2番線から広電宮島口方面へ出発、広電宮島口方面から3番線へ到着できる信号があるが、回送・臨時を除いて運用がない。
- 駅の統合工事で3番線の線路を延伸して市内線と直結、逆に4番線を市内線側からの行き止まり構造として5番ホームを増設した。これによって、上記の通り2番線が広島駅方面の乗降ホーム、3番線が広電宮島口方面の乗降ホームとなった。
- 市内線電車の待機線にホームを新設して6・7番ホームとした。
- かつては当駅始発のJA広島病院前行き、広電廿日市行きが設定されていたが、2013年11月のダイヤ改正でどちらも廃止された。
- 2号線（広島駅ゆき）・3号線（朝夕時間帯に運行）とも土橋・十日市町・紙屋町（紙屋町西）を経由する。朝夕時間帯以外に市役所前・日赤病院前方面へ利用する場合、広島港（宇品）方面へ利用する場合は紙屋町停留場などで1・7号線に乗り換えとなる[15]。

### 運行系統とホーム（2001年10月以前）

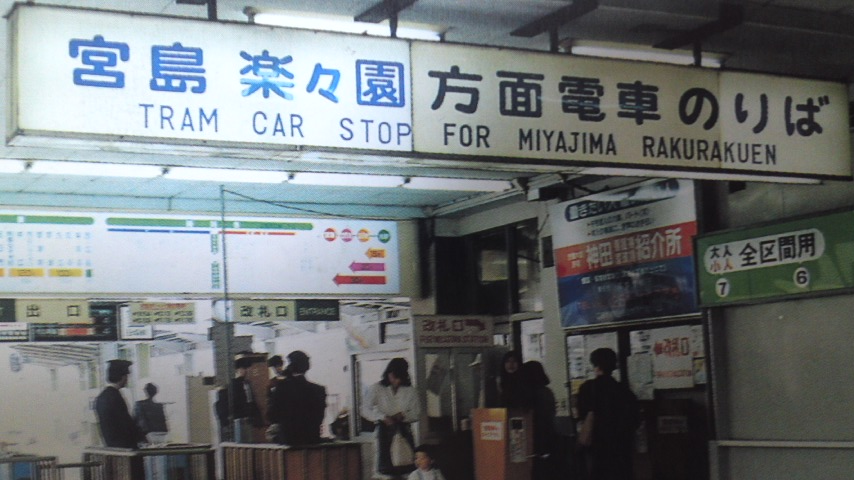
改装前の改札の様子

2001年10月以前は鉄道線側に2面4線（頭端式1面2線、島式1面2線）のホームがあり、以下の通り運用されていた。
| ← 広電廿日市・ 広電宮島口 方面 | 広電西広島駅・己斐停留場 構内配線略図 |  |
|                                | ↓ 広島駅前・広電本社前方面            |  |
| 凡例 出典:                     |                                       |  |

| 1 | 広電宮島方面 | 頭端ホーム・当駅折り返し |
| 2 | 広島駅前方面 | 宮島線からの直通列車用   |
| 3 | 広電宮島方面 | 頭端ホーム・当駅折り返し |
| 4 | 広電宮島方面 | 市内線からの直通がメイン |

- 宮島線⇒市内線の電車は西広島で降車を扱った後に己斐で乗車を扱った。市内線⇒宮島線はその逆だった。
- 宮島線専用の高床車の全廃に伴って全ホームを低床化、2番線の線路を延伸して市内線と直結し、直通列車の広島駅方面の降車ホームとして乗降分離が図られた。
- 運賃は、西広島駅は駅改札での支払いだったが、己斐停留場では車内精算が基本であり、状況に応じて可搬式運賃箱で対応した。
- 2番線からの宮島方面への発車と宮島方面から4番線への到着は可能だったが、市内方面から2番線への到着と4番線からの市内方面への発車はできなかった。
- 1・2番ホームと3・4番ホームは、構内踏切で連絡されていた。
- 現在の6番線・7番線にあたる線路にはホームはなく、市内線電車の待機線として使用されていた。

### 運行系統とホーム（1989年8月以前）
| ← 広電廿日市・ 広電宮島口 方面 | 広電西広島駅・己斐停留場 構内配線略図 |  |
|                                | ↓ 広島駅前・広電本社前方面            |  |
| 凡例 出典:                     |                                       |  |

| 1 | 広電宮島方面               | 高床ホーム・当駅折り返し                |
| 2 | 広電宮島方面               | 高床ホーム・当駅折り返し                |
| 3 | 広電宮島方面               | 低床ホーム・当駅折り返し                |
| 4 | 広電宮島方面／広島駅前方面 | 低床ホーム・市内線-宮島線直通列車が使用 |

- ホームは頭端式2面4線。山陽本線寄りのホームが1番線、太田川寄りのホームが2・4番線で、太田川寄りホームの2番線宮島側の面を切り欠く形で3番線が設けられていた。
- 1番線から東高須側に向かって電留線が設置されていた。
- かつては1番線の反対側に2番線が割り当てられており、その頃は2・3・4番線がそれぞれ3・4・5番線だった。
- 宮島線⇒市内線の電車は西広島で降車、己斐で乗車を扱う。市内線⇒宮島線はその逆。4番線が直通列車専用ホームで、宮島方面と広島駅方面の双方の乗降を扱っていた。

### 旧己斐停留場
2001年10月以前の己斐停留場は相対式2面2線のホームが設けられており、下り側は市内線（本線）からの降車専用、上り側はひろでん会館の1階部分と一体化した構造で市内線（本線）への乗車専用となっていた。
このホームは駅統合後も残されていたが、下り側は自転車置き場に、上り側は露店スペース「ひろでん横丁」に転用され、共にホーム前面に柵が設置されて乗降はできない状態であった。その後2018年に、ひろでん会館と共に解体された。
なお、戦前の己斐町駅→西広島駅は後にひろでん会館が建つ場所に木造2階建ての駅舎があり、己斐停留場のホームはその北側の面に、東西方向に向いて設置されていた。また1953年までは、宮島線ホームの南東側に本線に隣接する形で宮島線車両の車庫（己斐車庫）があった。
| ← 広電廿日市・ 広電宮島口 方面 | 己斐車庫があった頃の西広島駅・己斐停留場 |  |
|                                | ↓ 広島駅前・広電本社前方面               |  |
| 凡例 出典:                     |                                          |  |

## 利用状況
以下の情報は、広島市統計書に基づいたデータである。1日平均乗車人員データは、年度毎の乗車総数を365（閏年は366）で割った値を小数点2位を丸めて小数点1位の値にした物である。広島電鉄のデータは1,000で丸めて提供されているので、1年毎ではプラスマイナス500の誤差があり、1日当たりでは1.4人程度の誤差が発生する。
| 年度               | 1日平均 乗車人員 | 1年毎 乗車総数 | 1年毎 定期 | 1年毎 定期外 | 出典        |
| ------------------ | ---------------- | -------------- | ---------- | ------------ | ----------- |
| 1998年（平成10年） | 14,898.6         | 5,438,000      | 1,688,000  | 3,750,000    | [ 統計 1 ]  |
| 1999年（平成11年） | 14,967.2         | 5,478,000      | 1,594,000  | 3,884,000    | [ 統計 1 ]  |
| 2000年（平成12年） | 14,567.1         | 5,317,000      | 1,551,000  | 3,766,000    | [ 統計 1 ]  |
| 2001年（平成13年） | 13,969.9         | 5,099,000      | 1,483,000  | 3,616,000    | [ 統計 2 ]  |
| 2002年（平成14年） | 13,860.3         | 5,059,000      | 1,439,000  | 3,620,000    | [ 統計 3 ]  |
| 2003年（平成15年） | 13,767.8         | 5,039,000      | 1,453,000  | 3,586,000    | [ 統計 4 ]  |
| 2004年（平成16年） | 13,821.9         | 5,045,000      | 1,410,000  | 3,635,000    | [ 統計 5 ]  |
| 2005年（平成17年） | 13,326.0         | 4,864,000      | 1,409,000  | 3,455,000    | [ 統計 6 ]  |
| 2006年（平成18年） | 13,430.1         | 4,902,000      | 1,458,000  | 3,444,000    | [ 統計 7 ]  |
| 2007年（平成19年） | 13,475.8         | 4,932,000      | 1,478,000  | 3,454,000    | [ 統計 8 ]  |
| 2008年（平成20年） | 13,487.4         | 4,923,000      | 1,482,000  | 3,441,000    | [ 統計 9 ]  |
| 2009年（平成21年） | 12,605.5         | 4,601,000      | 1,490,000  | 3,111,000    | [ 統計 10 ] |
| 2010年（平成22年） | 11,975.3         | 4,371,000      | 1,497,000  | 2,874,000    | [ 統計 11 ] |
| 2011年（平成23年） | 11,945.4         | 4,372,000      | 1,469,000  | 2,903,000    | [ 統計 12 ] |
| 2012年（平成24年） | 11,945.2         | 4,360,000      | 1,439,000  | 2,921,000    | [ 統計 13 ] |
| 2013年（平成25年） | 11,964.4         | 4,367,000      | 1,442,000  | 2,925,000    | [ 統計 14 ] |
| 2014年（平成26年） | 12,150.7         | 4,435,000      | 1,532,000  | 2,903,000    | [ 統計 15 ] |
| 2015年（平成27年） | 12,061.6         | 4,415,000      | 1,534,000  | 2,881,000    | [ 統計 16 ] |
| 2016年（平成28年） | 12,043.8         | 4,396,000      | 1,554,000  | 2,843,000    | [ 統計 17 ] |
| 2017年（平成29年） | 11,939.7         | 4,358,000      | 1,620,000  | 2,738,000    | [ 統計 18 ] |
| 2018年（平成30年） | 11,813.6         | 4,312,000      | 1,666,000  | 2,646,000    | [ 統計 19 ] |
| 2019年（令和元年） | 11,696.7         | 4,281,000      | 1,719,000  | 2,562,000    | [ 統計 20 ] |

## 駅周辺

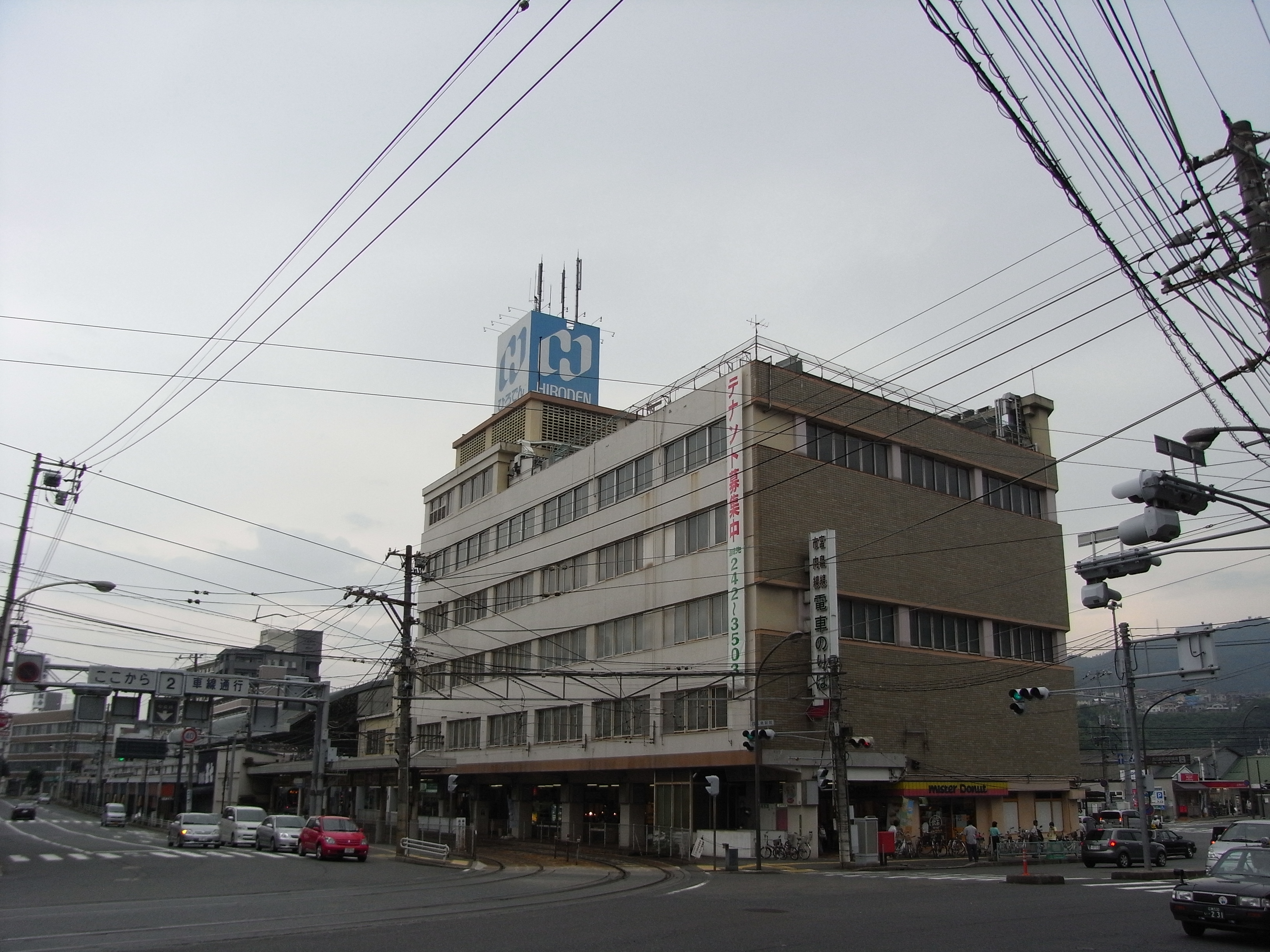
在りし日のひろでん会館（2008年7月）

西日本旅客鉄道（JR西日本）西広島駅の南方、山陽本線と宮島街道（旧国道2号）に挟まれた場所に位置する。駅周辺は西区の中心地区にあたり、西区役所も駅近くにある。
旧己斐停留場部分の上は広島電鉄の所有する「ひろでん会館」として、当駅の駅ビル的な位置づけとなっていたが、2018年に解体。跡地は2020年に暫定活用スペース「KOI PLACE」（コイプレイス）となっている。
本線は新己斐橋（太田川放水路）を超えるとほぼ直角に左カーブして駅に進入する。

### バス路線
4番のりば（宮島街道 広電西広島駅向かい 西行 下り）
- 52号線（西広島バイパス線）（広電バス）：山田団地・美鈴が丘方面
- 53号線（西広島バイパス線）（広電バス）：井口台パークタウン方面
- 25号 草津線（広島バス）：庚午住宅入口・アルパーク・井口車庫方面
- 14号線（共立ハイツ線・高須台経由）（ボン・バス）：学院東門・高須台・もみじが丘・共立ハイツ方面）

5番のりば（宮島街道 広電西広島駅側 東行 上り）
- 52,53号線（広電バス）：広島バスセンター方面
- 25号 草津線（広島バス）：平和記念公園・広島駅方面
- 14号線（共立ハイツ線・高須台経由）（ボン・バス）：紙屋町・八丁堀方面

## 書籍との関連
- 那須正幹作の「ズッコケ三人組」シリーズ（ポプラ社刊）では、主人公達が住む花山町の市電花山駅のモデルとなっている（但し宮島線が無いなど若干実際と異なる）。これは、那須本人も様々な書物で語っている。また駅ビルであるひろでん会館は花山デパートとして作中に登場しており、駅構内にもそれを示す看板がある。

## 隣の駅
広島電鉄
本線
福島町停留場 (M17) - 広電西広島（己斐）駅 (M18)
宮島線
広電西広島（己斐）駅 (M18) - 東高須駅 (M19)

#### 本文
1. ↑  “路線・電停ガイド - 本線”.   広島電鉄. 2015年11月21日時点のオリジナルよりアーカイブ。2015年11月8日閲覧。
2. 1 2 3 4 5 6 7 8 9 10 11  河野俊輔「広島電鉄の西広島駅改装とダイヤ改正」『RAIL FAN』第49巻第2号、鉄道友の会、2002年2月1日、10-13頁。
3. ↑  “広電西広島駅リニューアルオープン！”. 広島電鉄.   広島電鉄. 2001年12月20日時点のオリジナルよりアーカイブ。2025年1月28日閲覧。
4. ↑  『令和6年度 鉄道要覧』電気車研究会・鉄道図書刊行会、p.360
5. ↑  『広島電鉄開業100年・創立70年史』431ページ
6. ↑  『広島電鉄開業100年・創立70年史』124ページ
7. ↑  『駅名・電停名変更のお知らせ』（プレスリリース）広島電鉄。オリジナルの2012年2月9日時点におけるアーカイブ。2016年10月3日閲覧。
8. ↑  『ひろでん会館跡地の暫定活用について』（プレスリリース）広島電鉄、2019年8月30日。2022年9月3日閲覧。
9. ↑  “コイプレイス、西広島駅前にメープルマジック・むさし・コイコーヒーや緑地スペースも”. 広島ニュース 食べタインジャー.   DiamondLife合同会社 (2020年2月21日). 2022年9月3日閲覧。
10. ↑  川島令三『全国鉄道事情大研究 中国篇2』、草思社、2009年、102頁。
11. ↑  大賀寿郎『広島電鉄の文化と魅力　国内随一の路面電車王国の物語』、2020年、フォト・パブリッシング、47頁。
12. ↑  広島の路面電車写真　～イベント車両～
13. ↑  「7月2日（土）以降、駅での集札（運賃精算）の一部廃止および時間変更を行います」広島電鉄。2023年10月18日時点のオリジナルよりアーカイブ。2024年9月21日閲覧。
14. ↑  “定期券販売窓口”.   広島電鉄. 2022年8月22日閲覧。
15. ↑  広電西広島｜電車情報：電停ガイド｜広島電鉄
16. ↑  路面電車を考える会例会　講演録16　広島電鉄はこう変わる　2001年10月21日
17. ↑  加藤一孝「日本の路面電車現況 広島電鉄」、『鉄道ピクトリアル』第593巻、電気車研究会、1994年、178頁。
18. 1 2 3  大賀寿郎『広島電鉄の文化と魅力　国内随一の路面電車王国の物語』、2020年、フォト・パブリッシング、46頁。
19. ↑  田辺栄司「中国地方のローカル私鉄現況6 広島電鉄」『鉄道ピクトリアル』第493巻、電気車研究会、1988年、125-126頁。
20. ↑  バス情報 路線バス 広電バス
21. ↑  路線名から調べる 広島バス
22. ↑  Bon-Bus ボン・バス エイチ・ディー西広島

#### 利用状況
1. 1 2 3  『広島市統計書』平成13年版
2. ↑  『広島市統計書』平成14年版
3. ↑  『広島市統計書』平成15年版
4. ↑  『広島市統計書』平成16年版
5. ↑  『広島市統計書』平成17年版
6. ↑  『広島市統計書』平成18年版
7. ↑  『広島市統計書』平成19年版
8. ↑  『広島市統計書』平成20年版
9. ↑  『広島市統計書』平成21年版
10. ↑  『広島市統計書』平成22年版
11. ↑  『広島市統計書』平成23年版
12. ↑  『広島市統計書』平成24年版
13. ↑  『広島市統計書』平成25年版
14. ↑  『広島市統計書』平成26年版
15. ↑  『広島市統計書』平成27年版
16. ↑  『広島市統計書』平成28年版
17. ↑  『広島市統計書』平成29年版
18. ↑  『広島市統計書』平成30年版
19. ↑  『広島市統計書』令和元年版
20. ↑  『広島市統計書』令和2年版